# Bulls Gap
Bulls Gap – miasto w Stanach Zjednoczonych, w stanie Tennessee, w hrabstwie Hawkins.